# LowRISC
LowRISC est un projet de SoC en libre, dont le processeur est une implémentation de l'architecture de processeur RISC 64 bits libre, RISC-V. Ce projet est fondé par Robert Mullins, cofondateur de Raspberry Pi et conçu en partenariat avec l'Université de Cambridge, au Royaume-Uni. Il prévoit de sortir une première version de test pour la fin 2015 et une version de production dans le courant de l'année 2016. En octobre 2019, une implémentation d'Ibex, une version microcontrôleur du processeur fonctionne sur FPGA, des optimisations importantes sont encore possible.
Ce projet a été créé par Andrew Huang (du MIT, également auteur de la plate-forme ouverte Novena), Julius Baxter (projet OpenRISC et université de Cambridge), Michael B. Taylor (université de Californie de San Diego, UCSD Center for Dark Silicon), Dominic Rizzo (Google ATAP) et Krste Asanović (Berkley).
Le but est de créer un processeur ouvert, à faible coût, dont le premier modèle devrait fonctionner à la fréquence de 500 MHz, ainsi qu'une plateforme de test, tous deux libres et de créer des outils nécessaires pour faciliter sa mise en œuvre par des constructeurs tiers.